# Cola triloba
Cola triloba là một loài thực vật có hoa trong họ Cẩm quỳ. Loài này được (R.Br.) K.Schum. mô tả khoa học đầu tiên năm 1900.